# Zacharjasz Muszyński
Zacharjasz Muszyński (ur. 26 października 1984 w Moskwie) – polski aktor filmowy i teatralny.

## Życiorys
Polski aktor wychowany na Ukrainie. Przodkowie ze strony Ojca byli Polakami. Mieli ziemię pod Stanisławowem (obecnie Iwano-Frankiwsk). Po wkroczeniu wojsk sowieckich 17 września 1939 roku i zmianie granic nie zdecydowali się na repatriację licząc, że to wszystko jest przejściowe. Już jako szesnastolatek wiedział, że chce mieszkać w Polsce. Ukończył polską szkołę im. Księdza Józefa Tischnera w Użgorodzie, a także szkoły muzyczne na trąbkę i fortepian i następnie studiował na Akademii Teatralnej w Kijowie. W Polsce studiował m.in. śpiew operowy, muzykologię i dyrygenturę. Grał w wielu polskich filmach i serialach, a także na scenie polskich teatrów. W 2013 roku wystąpił z patriotycznym monodramem „Listy do Skręcipitki”, opartym o listy polskiego kolejarza Antoniego Adamskiego pisane w latach 1914–1918 do żony z sanatorium za Uralem. Spektakl miał premierę w czasie Święta Saskiej Kępy, gdyż bohaterowie monodramu byli jej mieszkańcami. Monodram był też pokazywany w Muzeum Niepodległości w ramach obchodów Święta Niepodległości w 2013 roku, a także na kilku festiwalach teatralnych.

## Wybrane spektakle
- 2015 – Piotr Z. w „Bubloteka” Małgorzata Karolina Piekarska, reż. zespół, Teatr Rozrywki w Chorzowie
- 2013 – Antoleniek w „Listy do Skręcipitki”, reż. Małgorzata Szyszka;
- 2013 – Król w „Gdzie jest Król?”, reż. Małgorzata Szyszka
- 2011 – Endi/Mnich II w „Hiob” P. Wojewódzki, reż. Marcin Kwaśny, Teatr na Bielanach;
- 2011 – Houston w „E jak Emergency” według opowiadań Stanisława Lema, reż. Małgorzata Szyszka;
- 2009 – Kleont, Nauczyciel muzyki w „Mieszczanin szlachcicem” J.B. Molière, reż. David Foulkes, Teatr DRUGA strefa;
- 2009 – Harmonista w „Bombowo kolorowa noc” reż. Szymon Szurmiej, Teatr Żydowski im. Estery Racheli i Idy Kamińskich w Warszawie;
- 2005 – śpiewak w chórze w Giuseppe Verdi „Aida”, Teatr Wielki w Łodzi;
- 2005 – śpiewak w chórze w Giuseppe Verdi „La Traviata”, Teatr Wielki w Łodzi;

## Filmografia
- 1997-2018: Klan – kibol, kandydat do pracy, a potem pracownik w firmie Cateringowej City Lunch
- 2007: Złotopolscy – chłopak (odc.858)
- 2007: Kryminalni – Ireneusz (odc.77)
- 2008: Na dobre i na złe – student (odc.344,352,354)
- 2008: Mała Moskwa – rosyjski szeregowiec – dyżurny
- 2009: Generał Nil – kapitan NKWD
- 2009: Samo życie – robotnik, w Winiarni Kacpra Szpunara
- 2011: W ciemności – żołnierz ukraiński
- 2012: Żywie Biełaruś! – Janoszka
- 2012: Ojciec Mateusz – Kudłaty (odc.101)
- 2012: Komisarz Alex – Cyryl (odc.25)
- 2012–2013: Pierwsza miłość – Iwan, żołnierz gangstera Borysa Filipowa
- 2013: Galeria (serial telewizyjny) – Iwan (odc.173)
- 2013: W ukryciu – Rosjanin
- 2014: Blondynka – kibol (odc.28)
- 2015: Prawo Agaty – klient od chwilówek (odc.87)
- 2015: Historia Roja – żołnierz radziecki w knajpie (odc.1)
- 2016: Wołyń (film) – Bohdan
- 2016: Niewinne (film 2016) – kapral radziecki
- 2016: Komisja morderstw – Andrzej Widuch (odc.2)
- 2016: Bodo – klawisz (odc.13)
- 2017: Ojciec Mateusz – Benio (odc.228)
- 2017: Komisarz Alex – Stiepan (odc.108)
- 2017: Dziewczyny ze Lwowa – Nazar (odc.16)
- 2017: Pierwsza miłość – Mariusz, człowiek Bogumiła Leszczyńskiego
- 2017-2018: Barwy szczęścia – Jewgienij
- 2018: Na dobre i na złe – Andrzej Nowak, ojciec Kai (odc. 695)
- 2019: Wataha – opiekun migrantów (odc. 14, 16)
- 2019: Odwróceni. Ojcowie i córki – ochroniarz z karabinem
- 2019: O mnie się nie martw – Sławek (sezon XI, odc. 139)
- 2019: Młody Piłsudski – naczelnik Cytadeli (odc. 9, 12)
- 2019: Komisarz Alex – Flis (Odc. 162. „Córeczka”)
- 2019: Barwy szczęścia – Jewgienij (odc. 2060, 2067, 2087, 2131, 2145)
- 2020: Pętla
- 2020: Leśniczówka – oprych (odc. 267, 273)
- 2020: Jak najdalej stąd – portier
- 2020: Bez skrupułów – Klimienko, informator Solarza (odc. 3, 4)
- 2021: Święty – Soki, człowiek Kordasa (odc. 4)
- 2021: Wiktoria 1920 – dowódca bolszewików
- 2021: Wesele – sierżant NKWD
- 2021: Skazana – konwojent (odc. 1)
- 2021: M jak miłość – Piotr Graczyk (odc. 1622)
- 2021: Kontrakt – Święty Michał
- 2021: Kamerdyner – żołnierz sowiecki
- 2022: Stulecie Winnych – zbir z celi

## Nagrody i wyróżnienia
- 2014 – Zwycięzca 5. edycji Obserwatorium Artystycznego „Entrée” organizowanego przez Teatr Rozrywki w Chorzowie
- 2013 – stypendysta MKiDN,
- 2007 – nominacja do FeFe na XIV Festiwalu Felliniada za film autorski „Jahwe”

## Życie prywatne
Mąż pisarki Małgorzaty Karoliny Piekarskiej.